# Уорден, Хэнк
Хэнк Уо́рден (англ. Hank Worden; 23 июля 1901, Ролф, Айова — 6 декабря 1992, Лос-Анджелес, Калифорния) — американский актёр кино и телевидения. Последний раз появился на экранах в возрасте 90 лет.

## Биография
Нортон Эрл Уорден (настоящее имя актёра) родился 23 июля 1901 года в городке Ролф (штат Айова, США), а вырос на ранчо близ городка Глендайв в штате Монтана. Учился в Стэнфордском университете и в Невадском университете на инженера, но не закончил ни один ни второй. Вступил добровольцем в армию в надежде стать военным лётчиком, но не смог поступить в лётную школу. Будучи знатоком лошадей, гастролировал по стране, выступая в разновидности родео «скачка на бронке». В 1920-х годах, упав с бронка, сломал себе шею, но узнал об этом лишь два десятилетия спустя. В 1930 году Уорден принимал участие в родео, проходившем в нью-йоркском Мэдисон-сквер-гарден. Театральные продюсеры, присутствовавшие на шоу, выбрали его и Текса Риттера на роли ковбоев в новой бродвейской постановке «Зеленеют сирени». С января по март 1931 года Уорден с успехом исполнял свою роль, а по окончании показа пьесы остался в Нью-Йорке, где работал таксистом; затем был рэнглером на «гостевых ранчо» и гидом на Тропе Яркого Ангела в национальном парке Гранд-Каньон.
Однажды среди группы туристов по «гостевому ранчо» оказалась известная актриса Билли Бёрк. Она поинтересовалась у Уордена, не хотел бы он попробовать себя в кино, и, получив положительный ответ, порекомендовала ковбоя нескольким кинопродюсерам. В итоге с 1935 года Уорден начал регулярно сниматься, его карьера продолжалась 56 лет, за которые он появился в примерно 230 фильмах (в том числе в 17 с «королём вестерна» — Джоном Уэйном) и сериалах; хотя в основном играл эпизодические роли: в более чем половине случаев даже без указания в титрах. Амплуа — маниакальные персонажи с часто сомнительной психической устойчивостью. С запоминающейся внешностью — высокий, худой, лысый — и манерой поведения Уорден являлся характерным актёром. В 1937 году в трёх лентах был указан под псевдонимом Хебер Сноу, но затем взял себе другой — Хэнк Уорден.
После смерти жены в 1977 году делил кров с начинающим актёром Джимом Бивером (род. 1950), помогая ему в карьере. Хэнк Уорден скончался 6 декабря 1992 года в своём доме в Лос-Анджелесе во сне от естественных причин. Похоронен на кладбище «Лесная поляна» в Глендейле (Калифорния).
Личная жизнь
7 июня 1940 года Уорден женился на женщине по имени Эмма Луиза Итон, не связанной с кинематографом. 6 января 1977 года он овдовел. Родных детей у пары не было, но они удочерили девочку по имени Дон Генри.

## Избранная фильмография

### Широкий экран
В титрах указан
- 1937 — Пой, ковбой, пой[англ.] / Sing, Cowboy, Sing — приспешник
- 1948 — Форт Апачи / Fort Apache — новобранец с Юга
- 1948 — Святые сёстры[англ.] / The Sainted Sisters — Тоб Бисли
- 1948 — Красная река / Red River — Симмс Ривс
- 1948 — Три крёстных отца / 3 Godfathers — помощник шерифа «Кудрявый»
- 1949 — Концы в воду / Cover Up — гробовщик[3]
- 1950 — Фургонщик / Wagon Master — Люк Клегг
- 1951 — Поход вокруг горы[англ.] / Comin' Round the Mountain — судья
- 1952 — Большое небо[англ.] / The Big Sky — Пурдевил
- 1952 — Дым войны апачей[англ.] / Apache War Smoke — Эмбер
- 1955 — Индейский воин / The Indian Fighter — «Бешеный Медведь» / гвардеец
- 1956 — Искатели / The Searchers — Моуз Харпер
- 1957 — На прицеле[англ.] / The Quiet Gun — Сэмпсон
- 1957 — Бойня в Драгун-Уэллс[англ.] / Dragoon Wells Massacre — Хопи Чарли
- 1957 — Сорок ружей[англ.] / Forty Guns — маршал Джон Чисам
- 1958 — Печально известный мистер Монкс[англ.] / The Notorious Mr. Monks — Пит
- 1959 — Кавалеристы / The Horse Soldiers — дьякон Глыба
- 1960 — Форт Аламо / The Alamo — пастор
- 1961 — Одноглазые валеты / One-Eyed Jacks — док
- 1963 — Маклинток! / McLintock! — «Кудрявый» Флетчер
- 1967 — Хорошие времена[англ.] / Good Times — Малыш
- 1970 — Чизам[англ.] / Chisum — Элвуд, начальник станции[англ.]
- 1971 — Большой Джейк[англ.] / Big Jake — Хэнк
- 1973 — Кэхилл, американский шериф[англ.] / Cahill U.S. Marshal — Альберт, начальник станции Валентайн
- 1977 — Переезд[англ.] / Which Way Is Up? — лакей
- 1978 — Большая среда / Big Wednesday — Тележка-Для-Покупок
- 1978 — Оркестр клуба одиноких сердец сержанта Пеппера / Sgt. Pepper's Lonely Hearts Club Band — старый участник Оркестра клуба одиноких сердец
- 1978 — Как ни крути — проиграешь[англ.] / Every Which Way but Loose — управляющий трейлерным двором[англ.]
- 1980 — Бронко Билли / Bronco Billy — механик
- 1981 — Крик[англ.] / Scream — Джон
- 1982 — Хэммет / Hammett — служащий бильярдной
- 1984 — Ледяные пираты / The Ice Pirates — Старый Джейсон
- 1984 — НЛО-мания[англ.] / UFOria — полковник
- 1985 — Поезд-беглец / Runaway Train — старый мошенник
- 1985 — Космический гнев: Побег из космической тюрьмы / Space Rage — старый чудак
- 1990 — Большой Джон / Big Bad John — Хороший Старый Мальчик
- 1990 — Почти ангел / Almost an Angel — Поп, больничный пациент

В титрах не указан
- 1935 — Варварское побережье[англ.] / Barbary Coast — завсегдатай бара / горожанин
- 1936 — Приди и владей / Come and Get It — лесоруб
- 1936 — Человек с равнины / The Plainsman — житель Дедвуда[англ.]
- 1937 — Неприятности в Техасе[англ.] / Trouble in Texas — Хэнк, танцор
- 1938 — Западные тропы[англ.] / Western Trails — горожанин
- 1938 — Ковбой и леди[англ.] / The Cowboy and the Lady — Леонард, ковбой
- 1939 — Дилижанс / Stagecoach — кавалерист
- 1939 — Ночные всадники[англ.] / The Night Riders — хозяин ранчо
- 1940 — Северо-западный проход[англ.] / Northwest Passage — рейнджер, привязывающий вёсла
- 1940 — Ранчо Гранде[англ.] / Rancho Grande — ковбой
- 1940 — Стреляя высоко[англ.] / Shooting High — горожанин
- 1940 — Серенада гаучо[англ.] / Gaucho Serenade — фермер за рулём драндулета[англ.]
- 1940 — Завтра и послезавтра[англ.] / Beyond Tomorrow — посетитель больницы
- 1940 — Победители Запада[англ.] / Winners of the West — пьяница (в 3-й и 5-й сериях)
- 1940 — Бригам Янг[англ.] / Brigham Young — мормон, приветствующий Портера Рокуэлла[англ.]
- 1940 — Скачи, новичок, скачи[англ.] / Ride, Tenderfoot, Ride — Генри Хаггерти
- 1941 — Скачи, Келли, скачи[англ.] / Ride, Kelly, Ride — Тощий
- 1941 — Лисички / The Little Foxes — бездельник на ж/д станции
- 1941 — Сьерра Сью[англ.] / Sierra Sue — зритель на карнавале
- 1942 — Ковбойская серенада[англ.] / Cowboy Serenade — Опи
- 1943 — Она решает рискнуть[англ.] / A Lady Takes a Chance — официант
- 1943 — Сквозь горе, тоску и утраты[англ.] / So Proudly We Hail! — солдат на военном корабле
- 1943 — Плоть и фантазия[англ.] / Flesh and Fantasy — зритель в цирке
- 1943 — Горожанка[англ.] / The Woman of the Town — парикмахер
- 1944 — Никто не избежит / None Shall Escape — немецкий солдат-мотоциклист
- 1944 — Выдача нормированной провизии[англ.] / Rationing — гость на свадьбе
- 1945 — Тореадоры[англ.] / The Bullfighters — мистер МакКой
- 1945 — Эбботт и Костелло в Голливуде / Abbott and Costello in Hollywood — Джо
- 1946 — Подводное течение / Undercurrent — почтальон
- 1946 — Дуэль под солнцем / Duel in the Sun — танцующий ковбой
- 1947 — Скандальная мисс Пилгрим / The Shocking Miss Pilgrim — офисный клерк
- 1947 — Море травы / The Sea of Grass — Билл, житель Солт-Форка
- 1947 — Ангел и негодяй[англ.] / Angel and the Badman — горожанин
- 1947 — Высокая стена / High Wall — посетитель закусочной
- 1948 — Корни[англ.] / Tap Roots — Кроппер
- 1948 — Тихоня Смит[англ.] / Whispering Smith — работник на ранчо Мюррея Синклера
- 1948 — Жёлтое небо[англ.] / Yellow Sky — владелец ранчо, клиент банка
- 1949 — Улицы Ларедо / Streets of Laredo — техасский рейнджер
- 1949 — Боец из Кентукки[англ.] / The Fighting Kentuckian — Абнер Тодд
- 1949 — Розанна Маккой[англ.] / Roseanna McCoy — Джейкоб
- 1950 — Когда Вилли возвращался домой / When Willie Comes Marching Home — командир отряда американских легионеров
- 1950 — Отец-холостяк[англ.] / Father Is a Bachelor — Финнеган
- 1950 — Фрэнчи[англ.] / Frenchie — мистер Грейди
- 1951 — Человек в плаще[англ.] / The Man with a Cloak — кучер кареты
- 1952 — Жертва судьбы[англ.] / The Lawless Breed — завсегдатай бара в Канзас-Сити
- 1953 — Волна преступности / Crime Wave — Суини
- 1955 — Дэви Крокетт: Король диких земель[англ.] / Davy Crockett: King of the Wild Frontier — клиент пещерного бара
- 1956 — Встречай меня в Лас-Вегасе[англ.] / Meet Me in Las Vegas — Джо
- 1958 — Пой, мальчик, пой[англ.] / Sing Boy Sing — отец девушки в отделении полиции
- 1960 — Сержант Ратледж / Sergeant Rutledge — Ларедо
- 1962 — Музыкант / The Music Man — гробовщик
- 1965 — Незабвенная / The Loved One — мужчина на деревенском фото
- 1967 — Психоаналитик президента[англ.] / The President's Analyst — грязный старик
- 1969 — Настоящее мужество / True Grit — Р. Райан, гробовщик
- 1970 — Рио Лобо / Rio Lobo — Хэнк, гостиничный служащий
- 1971 — Захария[англ.] / Zachariah — старый ковбой
- 1971 — Набалдашник и метла / Bedknobs and Broomsticks — старый ополченец
- 1977 — Полицейский и бандит / Smokey and the Bandit — водитель грузовика

### Телевидение
- 1949, 1953—1955, 1957 — Одинокий рейнджер[англ.] / The Lone Ranger — разные роли (в 6 эпизодах[англ.])
- 1955 — Диснейленд[англ.] / Disneyland — скрипач (в эпизоде Davy Crockett and the River Pirates)
- 1957 — Кульминация![англ.] / Climax! — Хэнк, бармен (в эпизоде Strange Sanctuary)[4]
- 1957 — Телеграфная служба[англ.] / Wire Service — Лео Костиган (в эпизоде Ninety and Nine)
- 1957 — Истории техасских рейнджеров[англ.] / Tales of the Texas Rangers — шериф (в эпизоде Gypsy Boy)[4]
- 1957—1959 — Истории Уэллс-Фарго[англ.] / Tales of Wells Fargo — разные роли (в 3 эпизодах[англ.])
- 1959 — Бронко[англ.] / Bronco — Джейк (в эпизоде The Belles of Silver Flat)
- 1960 — Сыромятная плеть / Rawhide — разные роли (в 2 эпизодах[англ.])
- 1960—1961 — Караван повозок[англ.] / Wagon Train — разные роли (в 2 эпизодах[англ.])
- 1960—1961, 1966 — Бонанза / Bonanza — разные роли (в 3 эпизодах[англ.])
- 1965, 1967 — Даниэль Бун[англ.] / Daniel Boone — разные роли (в 2 эпизодах[англ.])
- 1967 — Хондо[англ.] / Hondo — золотоискатель (в 2 эпизодах)
- 1966—1968 — Станция «Юбочкино»[англ.] / Petticoat Junction — разные роли (в 6 эпизодах[англ.])
- 1968 — Лансер[англ.] / Lancer — хозяин магазинчика (в эпизоде The Last Train for Charlie Poe)
- 1968 — Изгои[англ.] / The Outcasts — Вилли (в эпизоде The Heady Wine)
- 1968—1969 — Зелёные просторы / Green Acres — разные роли (в 2 эпизодах[англ.])
- 1969 — Деревенщина в Беверли-Хиллз[англ.] / The Beverly Hillbillies — Гарри (в эпизоде Drysdale and Friend[англ.])
- 1969 — Вирджинец[англ.] / The Virginian — Калико (в эпизоде A Touch of Hands[англ.])
- 1971 — Чёрный полдень[англ.] / Black Noon — Джозеф
- 1971 — Ночная галерея[англ.] / Night Gallery — Зануда (в эпизоде Hell's Bells)
- 1972 — Макклауд[англ.] / McCloud — пожилой пациент (в эпизоде A Little Plot at Tranquil Valley)[4]
- 1974 — Дымок из ствола / Gunsmoke — Клод (в эпизоде The Tarnished Badge[англ.])
- 1986 — Рыцарь дорог / Knight Rider — Тощий (в эпизоде Fright Knight[англ.])
- 1988 — Однажды в техасском поезде[англ.] / Once Upon a Texas Train — старожил
- 1990 — Полицейский рок[англ.] / Cop Rock — старик (в эпизоде Bang the Potts Slowly)
- 1990—1991 — Твин Пикс / Twin Peaks — официант (в 4 эпизодах)[5]